# Mognéville
Mognéville é uma comuna francesa na região administrativa de Grande Leste, no departamento de Meuse. Estende-se por uma área de 18,57 km². Em 2010 a comuna tinha 389 habitantes (densidade: 20,9 hab./km²).